# Жуково (Торбеєвський район)
Жуко́во (рос. Жуково, ерз. Жуково) — село у складі Торбеєвського району Мордовії, Росія. Адміністративний центр Жуковського сільського поселення.
Населення — 985 осіб (2010; 998 у 2002).
Національний склад станом на 2002 рік:
- росіяни — 66 %